# 通化師範学院
通化師範学院（つうかしはんがくいん、中国語: 通化师范学院）は、中華人民共和国の吉林省通化市にある唯一の大学で、1978年創立の大学である。学部数は15学部。2003年から日本語学部も設置されている。